# E.A.R
E.A.R è il settimo album in studio del gruppo rock danese Kashmir, pubblicato nel 2013.
La copertina dell'album è disegnata da Marco Mazzoni 

## Tracce
1. Blood Beech – 4:45
2. Piece of the sun – 5:24
3. Peace in the heart – 6:52
4. Seraphina – 5:34
5. Milk for the black Hearted – 5:09
6. Trench – 4:21
7. Purple Heart – 4:57
8. Pedestals – 8:37
9. This Love, This Love – 4:14
10. Foe to Friend – 4:22
11. E.A.R – 3:55
12. Peace in our time – 1:59